# Wereldbeker schaatsen 2008/2009 - Wereldbeker 5 - 2e 500 meter vrouwen
De achtste van 13 wedstrijden voor de wereldbeker schaatsen 500 meter werd gehouden op 14 december 2008 in Nagano.

## Uitslag A-divisie
| rang   | schaatser            | tijd   | punten |
| ------ | -------------------- | ------ | ------ |
| Goud   | Yu Jing              | 38,63  | 100    |
| Zilver | Lee Sang-hwa         | 38,72  | 80     |
| Brons  | Xing Aihua           | 38,78  | 70     |
| 4      | Margot Boer          | 38,81  | 60     |
| 5      | Tomomi Okazaki       | 38,86  | 50     |
| 6      | Sayuri Yoshii        | 38,89  | 45     |
| 7      | Jekaterina Malysjeva | 39,01  | 40     |
| 8      | Sayuri Osuga         | 39,02  | 36     |
| 9      | Joelia Nemaja        | 39,05  | 36     |
| 10     | Bo-Ra Lee            | 39,123 | 28     |
| 11     | Jin Peiyu            | 39,125 | 24     |
| 12     | Marianne Timmer      | 39,14  | 21     |
| 13     | Ren Hui              | 39,15  | 18     |
| 14     | Christine Nesbitt    | 39,29  | 16     |
| 15     | Monique Angermüller  | 39,32  | 14     |
| 16     | Nao Kodaira          | 39,35  | 12     |
| 17     | Shannon Rempel       | 39,42  | 10     |
| 18     | Yukari Watanabe      | 39,71  | 8      |
| 19     | Elli Ochowicz        | 39,76  | 6      |
| 20     | Jenny Wolf           | 59,34  | 5      |

## Loting
| rit | binnenbaan           | buitenbaan      |
| --- | -------------------- | --------------- |
| 1   | Bo-Ra Lee            | Marianne Timmer |
| 2   | Nao Kodaira          | Yukari Watanabe |
| 3   | Christine Nesbitt    | Tomomi Okazaki  |
| 4   | Joelia Nemaja        | Shannon Rempel  |
| 5   | Monique Angermüller  | Elli Ochowicz   |
| 6   | Sayuri Osuga         | Margot Boer     |
| 7   | Jekaterina Malysjeva | Xing Aihua      |
| 8   | Jin Peiyu            | Ren Hui         |
| 9   | Sayuri Yoshii        | Yu Jing         |
| 10  | Lee Sang-hwa         | Jenny Wolf      |

## Top 10 B-divisie
| rang | schaatser            | tijd  | punten |
| ---- | -------------------- | ----- | ------ |
| 1    | Zhang Shuang         | 38,96 | 25     |
| 2    | Thijsje Oenema       | 39,35 | 19     |
| 3    | Jekaterina Lobysjeva | 39,48 | 15     |
| 4    | Jennifer Rodriguez   | 39,54 | 11     |
| 5    | Anzjelika Kotjoega   | 39,72 | 8      |
| 6    | Heather Richardson   | 39,91 | 6      |
| 7    | Rebekah Bradford     | 40,03 | 4      |
| 8    | Tamara Oudenaarden   | 40,09 | 2      |
| 9    | Danielle Wotherspoon | 40,29 | 1      |
| 10   | Kerry Dankers        | 40,33 | 0      |